# Андре Блондель
Андре́ Блонде́ль  (фр. André Blondel; 28 серпня 1863 — 15 листопада 1938) — французький фізик, винахідник осцилографа. Член Паризької АН (1913).

## Життєпис
Вчився в Політехнічній школі (X1883), закінчив Школу мостів і доріг (1888). В 1888-89 працював в лабораторії М. Корню в Політехнічній школі. З 1893 — професор Гірничої школи і Школи мостів і доріг. Наприкінці 1890-х років йому паралізувало ноги, але він продовжував наукові дослідження, заснувавши лабораторію в Леваллупі.
Відомий завдяки своїм роботам у галузі оптики, електромагнетизму, акустики, механіки. Уточнив ряд фотометричних одиниць, ввів поняття світлового потоку і освітленості. У 1893 році винайшов електромагнітний осцилограф з біфілярним підвісом, є оновоположником осцилографічних методів. Також є праці по теорії електричних машин, бездротового зв'язку.
Закордонний член АН СРСР (1932). У 1937 році нагороджений медаллю Фарадея. Він також отримав медаль Інституту Франкліна та премію лорда Кельвіна.